# 樊迪
樊迪（1973年2月25日—），上海人，是前中國藝術體操運動員，於1989年世界競技體操錦標賽的高低槓項目中奪得世界冠軍，也是繼1979年馬燕紅之後第二位獲得世界冠軍的中國女子體操運動員。此外，其亦於世錦賽上隨隊獲得了銅牌。